# 石田正澄
石田 正澄（いしだ まさずみ）は、安土桃山時代の武将、大名。豊臣家の家臣。別名に重成、一氏。通称は木工頭で、石田木工頭としても知られる。石田正継の子で、石田三成は実弟。

## 生涯
近江国坂田郡石田村（北郷里村の大字）で生まれる。石田正継の二男といい、長男は早逝した。三成の兄。織田信長の家臣だった羽柴秀吉が中国征伐を命じられた頃（天正5年前後）に、弟の三成と共に秀吉に仕官した。
天正11年（1583年）、近江国高島郡での代官に任じられた。河内国の蔵入地の代官としても名前が見える。秀吉から北近江に1万5,000石の知行を与えられた。
天正12年（1584年）、小牧・長久手の戦いで、近江長浜へ奉行として派遣され、鋤・鍬を尾張犬山へ輸送する町衆を監視した。天正17年（1589年）、検地奉行として美濃国の検地に携わる。
文禄の役（1592年 - 1596年）では、いち早く九州に下向し、名護屋城に秀吉のための茶室を建設した。戦役中は物資を朝鮮半島に輸送する任務で活躍し、三成・大谷吉継・増田長盛ら奉行衆の報告を秀吉に取り次ぐ役目にもあたった。
文禄2年（1593年）9月3日、従五位下木工頭に叙位任官され、豊臣姓を下賜された。同年ないし文禄3年（1594年）に堺の代官（堺政所/堺奉行）に就任し、慶長4年（1599年）までその任にあった。
文禄4年（1595年）、秀次事件の後、訴訟を受理する十人衆が新設されると名を連ねる。同じ頃の7月、河内郡に1万石を加増され、これにより併せて2万5,000石となった。
慶長の役（1597年 - 1598年）では、秀吉の奏者として伏見城に残り、木下吉隆と共に多数の書状を残している。また大村由己、藤原惺窩、猪苗代兼如、西笑承兌などの一流の知識人と交流を持ったとされる。
慶長3年（1598年）の醍醐の花見では、秀吉の側室・松丸殿に随行した。
慶長4年（1599年）正月、豊臣秀頼の側近に列し、五大老五奉行の連署にて、石川頼明（掃部頭）・正澄（木工頭）・石川貞清（備前守）・片桐且元（市正）の4人が、秀頼の奏者番とされた。
慶長5年（1600年）9月の関ヶ原の戦いでは三成の西軍に与し、父の正継と共に佐和山城を守備した。愛知川に関を設けて畿内西国の領主の家康方への参戦を阻止し、諸軍勢を西軍にまわらせるなどの働きをした。しかし、関ヶ原で西軍が敗れた後、小早川秀秋らの軍に佐和山城を攻められる。正澄は大手門を守備して幾度となく敵を退けたが、最期は父や長男・朝成と共に自害した。『慶長年中卜斎記』には「石田木工（正澄）天守にて焼死」と記されている。『三玄院過去帳』には、同年12月2日には次男・主水正も殺されたとあり、あるいは自刃したとも言う。
宮部継潤の子・豊景は、この佐和山城攻めに参加して正澄を討ち取ったといい、後に杵築城主となった能見松平家に仕えた。正澄の兜と伝えられる武具が代々豊後杵築宮部家に伝えられており、豊景のゆかりの品として現在も杵築城で展示されている。
生前に帰依していた春屋宗園により、石田正澄と三成の位牌と供養塔が大徳寺の塔頭・三玄院に建立されている。